# Мироновский, Иван Львович
Иван Львович Мироновский (1774—1860) — русский архитектор, реставратор и преподаватель, представитель русской псевдоготики, академик архитектуры Императорской Академии художеств.

## Биография
Родился в Малороссии в 1774 году. В 1779—1794 годах учился в Императорской Академии художеств, окончил обучение с аттестатом 2-й степени и малой серебряной медалью. Как один из лучших учеников Академии на средства И. И. Бецкого был направлен за границу. Работал над восстановлением зданий Кремля и Иоанно-Предтеченского монастыря после пожара 1812 года. В 1814 году совместно с А. Н. Бакаревым возвёл здание Синодальной типографии. Оба архитектора не раз использовали мотивы готики в своих архитектурных проектах, однако Синодальная типография, пожалуй, самый яркий пример такой архитектуры. Здание было возведено на месте сгоревшей в пожаре во время Отечественной войны 1812 года старой постройки Шарутина, в которой располагался Московский Печатный двор. Вероятно именно то, что архитекторам, по сути, было поручено «восстановить» палаты XVII века, повлияло на специфику архитектурного декора нового здания (в XVIII в. «готикой» в России часто называли, в том числе, и русскую архитектуру XVI–XVII веков). Архитекторы взяли мотивы европейской готики, при этом построив фасад по законам классицизма. В структуру нового здания были добавлены подлинные исторические детали (две потемневшие каменные плиты со старинными надписями, вмурованные в фасадную стену), а также элементы, воссоздающие те, что были утрачены в сгоревших палатах. Среди них знаменитые солнечные часы (укрепленные над порталами здания), эмблема печатного двора – рельефные фигуры льва и единорога (в центральной части фасада) и герб России (во фронтоне).  Возведение здания типографии было завершено только в 1814-м. В 1816 году участвовал в перестройке Большого Кремлёвского дворца. В 1824 году совместно с Е. Д. Тюриным, А. Н. Бакаревым, И. Т. Таманским участвовал в восстановлении Арсенала и перестройке Малого Николаевского дворца. В 1826 году осуществлял работы по подготовке к коронации Николая I. В 1829 году занимался перестройкой Потешного дворца. В 1840-х годах разработал проект чугунной решётки между Большим Кремлёвским дворцом и Оружейной палатой. С середины 1830-х годов и до конца жизни являлся директором чертёжной Московской дворцовой конторы.
С 1816 года служил директором архитектурной школы при Экспедиции кремлёвского строения; после её реорганизации — преподавателем и директором Московского дворцового архитектурного училища (МДАУ). Возглавлял училище на протяжении 19-ти лет — с 1817 по 1836 годы. В 1832—1858 годах состоял членом Конфедерации МДАУ. Похоронен на Ваганьковском кладбище.